# Pamphobeteus
Genre
Pamphobeteus est un genre d'araignées mygalomorphes de la famille des Theraphosidae.

## Distribution
Les espèces de ce genre se rencontrent en Amérique du Sud et au Panama.

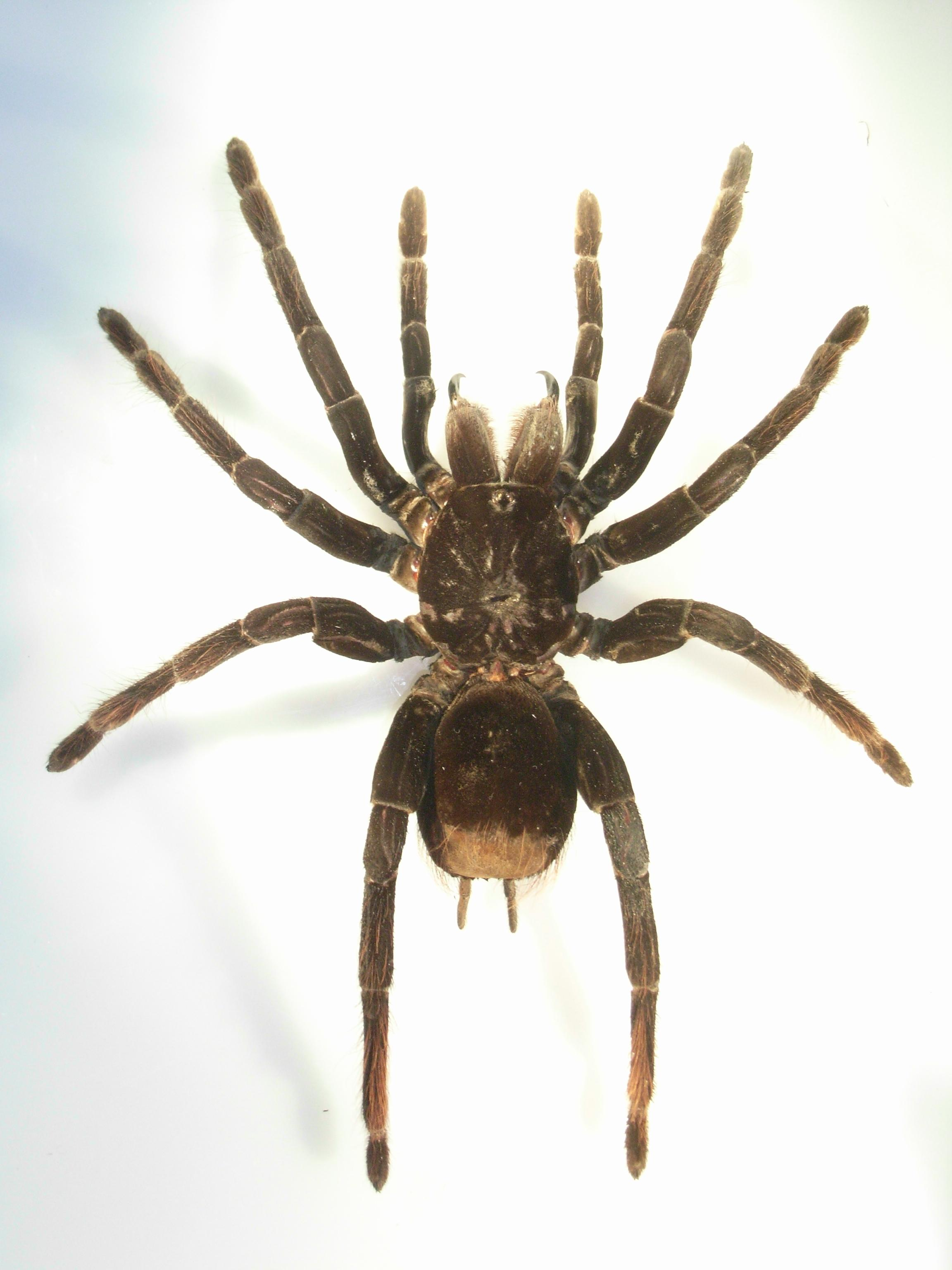
Pamphobeteus antinous

## Liste des espèces
Selon World Spider Catalog (version 24.5, 12/11/2023) :
- Pamphobeteus amazonas Sherwood, Gabriel, Peñaherrera-R., Cisneros-Heredia, León-E., Brescovit & Lucas, 2023
- Pamphobeteus antinous Pocock, 1903
- Pamphobeteus augusti (Simon, 1889)
- Pamphobeteus crassifemur Bertani, Fukushima & Silva, 2008
- Pamphobeteus ferox (Ausserer, 1875)
- Pamphobeteus fortis (Ausserer, 1875)
- Pamphobeteus gangotenai Cisneros-Heredia, Peñaherrera-R., León-E., Sherwood, Gabriel, Brescovit & Lucas, 2023
- Pamphobeteus grandis Bertani, Fukushima & Silva, 2008
- Pamphobeteus insignis Pocock, 1903
- Pamphobeteus jamacoaque Peñaherrera-R., Cisneros-Heredia, León-E., Sherwood, Gabriel, Brescovit & Lucas, 2023
- Pamphobeteus lapola Sherwood, Gabriel, Brescovit & Lucas, 2022
- Pamphobeteus lasjuntas Peñaherrera-R., Cisneros-Heredia, León-E., Sherwood, Gabriel, Brescovit & Lucas, 2023
- Pamphobeteus matildeae Sherwood, Gabriel, Peñaherrera-R., Cisneros-Heredia, León-E., Brescovit & Lucas, 2023
- Pamphobeteus nellieblyae Sherwood, Gabriel, Brescovit & Lucas, 2022
- Pamphobeteus nigricolor (Ausserer, 1875)
- Pamphobeteus ornatus Pocock, 1903
- Pamphobeteus skis León-E., Peñaherrera-R., Cisneros-Heredia, Sherwood, Gabriel, Brescovit & Lucas, 2023
- Pamphobeteus sucreorum Gabriel & Sherwood, 2022
- Pamphobeteus ultramarinus Schmidt, 1995
- Pamphobeteus urvinae Sherwood, Gabriel, Brescovit & Lucas, 2022
- Pamphobeteus verdolaga Cifuentes, Perafán & Estrada-Gomez, 2016
- Pamphobeteus vespertinus (Simon, 1889)
- Pamphobeteus zaruma Sherwood, Gabriel, Brescovit & Lucas, 2022

## Systématique et taxinomie
Ce genre a été décrit par Pocock en 1901 dans les Aviculariidae.

## Publication originale
- Pocock, 1901 : « Some new and old genera of S.-American Aviculariidae. » Annals and Magazine of Natural History, sér. 7, vol. 8, p. 540-555 (texte intégral).